# Țațarovți, Sofia
Țațarovți (în bulgară Цацаровци) este un sat în comuna Dragoman, regiunea Sofia,  Bulgaria. 

## Demografie
Componența etnică a satului Țațarovți
     Bulgari (96,45%)
     Nicio identificare (3,54%)
     Altele (0%)
La recensământul din 2011, populația satului Țațarovți era de 141 locuitori. Din punct de vedere etnic, majoritatea locuitorilor (96,45%) erau bulgari. Pentru 3,54% din locuitori nu este cunoscută apartenența etnică.